# Galaktischer Quadrant

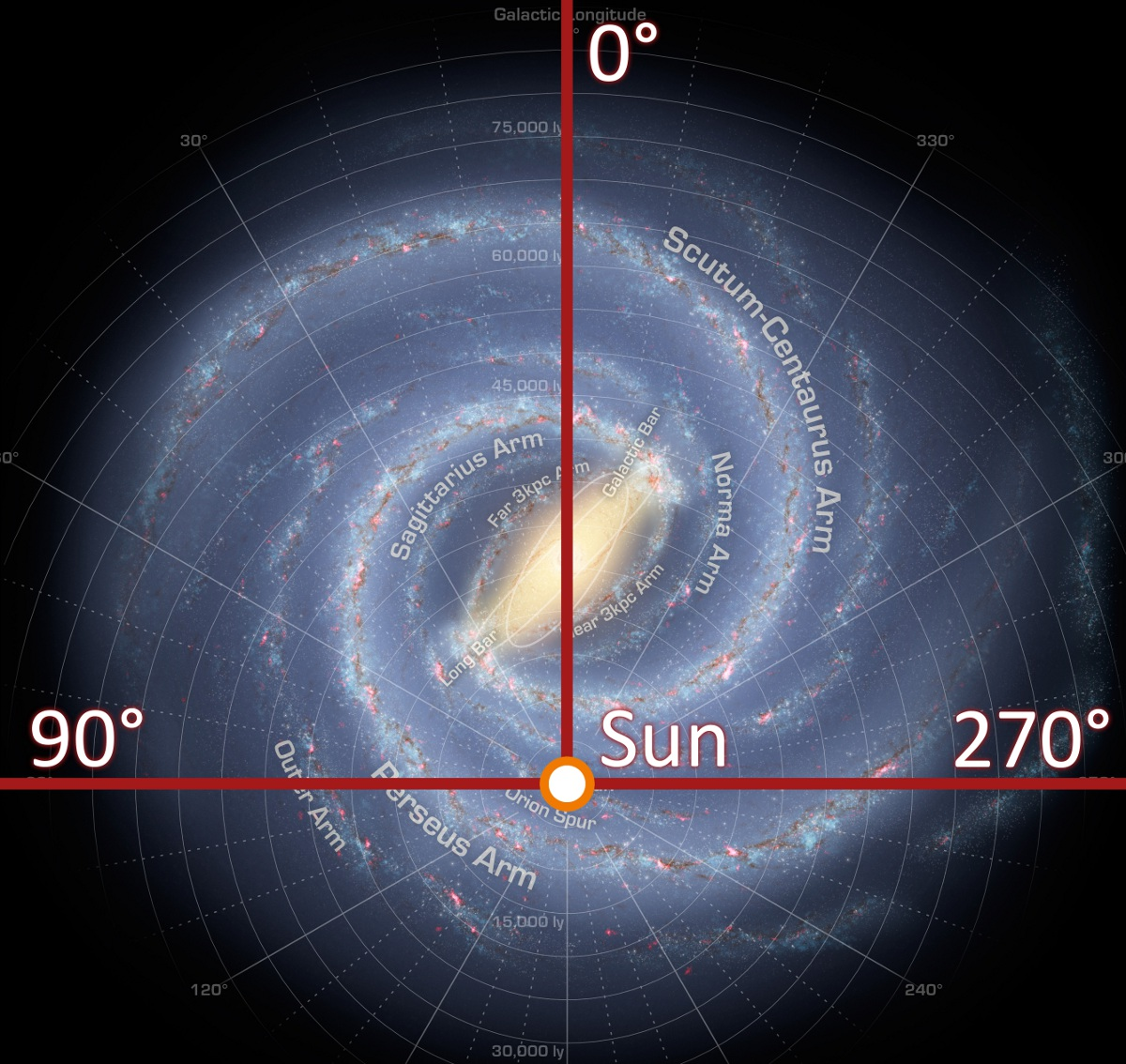
Längengrade des galaktischen Koordinatensystems.

Ein galaktischer Quadrant oder Quadrant einer Galaxie bezeichnet einen von vier Kreissektoren als der Einteilung der Milchstraße.

## Quadranten im galaktischen Koordinatensystem
In der astronomischen Praxis werden die galaktischen Quadranten im galaktischen Koordinatensystem durch die Sonne als Pol festgelegt (aus praktischen Gründen anstelle des galaktischen Zentrums), da alle astronomischen Beobachtungen (von Menschen) bis heute von der Erde oder vom Sonnensystem ausgehen.

### Abgrenzung
Quadranten werden mit Ordinalzahlen bezeichnet, zum Beispiel "1. galaktischer Quadrant", "zweiter galaktischer Quadrant" oder "dritter Quadrant der Galaxie". Aus dem Norden betrachtet, ergeben sich die galaktischen Pole von 0 Grad (°) ausgehend als Strahl, der von der Sonne und durch das galaktische Zentrum läuft. Danach werden die Quadranten wie folgt festgelegt:
- 1. galaktischer Quadrant: 0° ≤ Längengrad (ℓ) ≤ 90°
- 2. galaktischer Quadrant: 90° ≤ ℓ ≤ 180°
- 3. galaktischer Quadrant: 180° ≤ ℓ ≤ 270°
- 4. galaktischer Quadrant: 270° ≤ ℓ ≤ 360° (0°)

### Sichtbarkeit

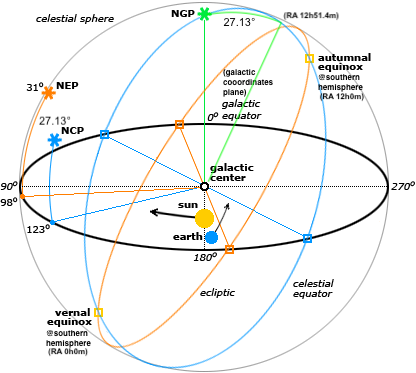
Ausrichtung der Galaxis, der Ekliptik und des äquatorialen Koordinatensystems, jeweils auf die Himmelskugel projiziert.

Durch die Ausrichtung der Erde in Bezug auf den Rest der Galaxie ist der zweite galaktische Quadrant in erster Linie von der Nordhalbkugel sichtbar, während der vierte meist nur von der südlichen Hemisphäre sichtbar ist. Daher ist die Einteilung nach Quadranten in der Regel eher praktisch für Amateur-Astronomen, allerdings sind dadurch internationale astronomische Organisationen nicht an den Erd-Horizont gebunden.
Von der Erde aus kann man anhand folgender Hauptkonstellationen (als grobe Orientierung) die Grenzen der Quadranten erkennen:
- Nach 0° schaut man, wenn man in Richtung des Sternbilds Schütze schaut.
- Nach 90° schaut man, wenn man in Richtung des Sternbilds Schwan schaut.
- Nach 180° schaut man, wenn man in Richtung des Sternbilds Fuhrmann schaut.
- Nach 270° schaut man, wenn man in Richtung des Sternbilds Segel des Schiffs schaut.

## Science Fiction

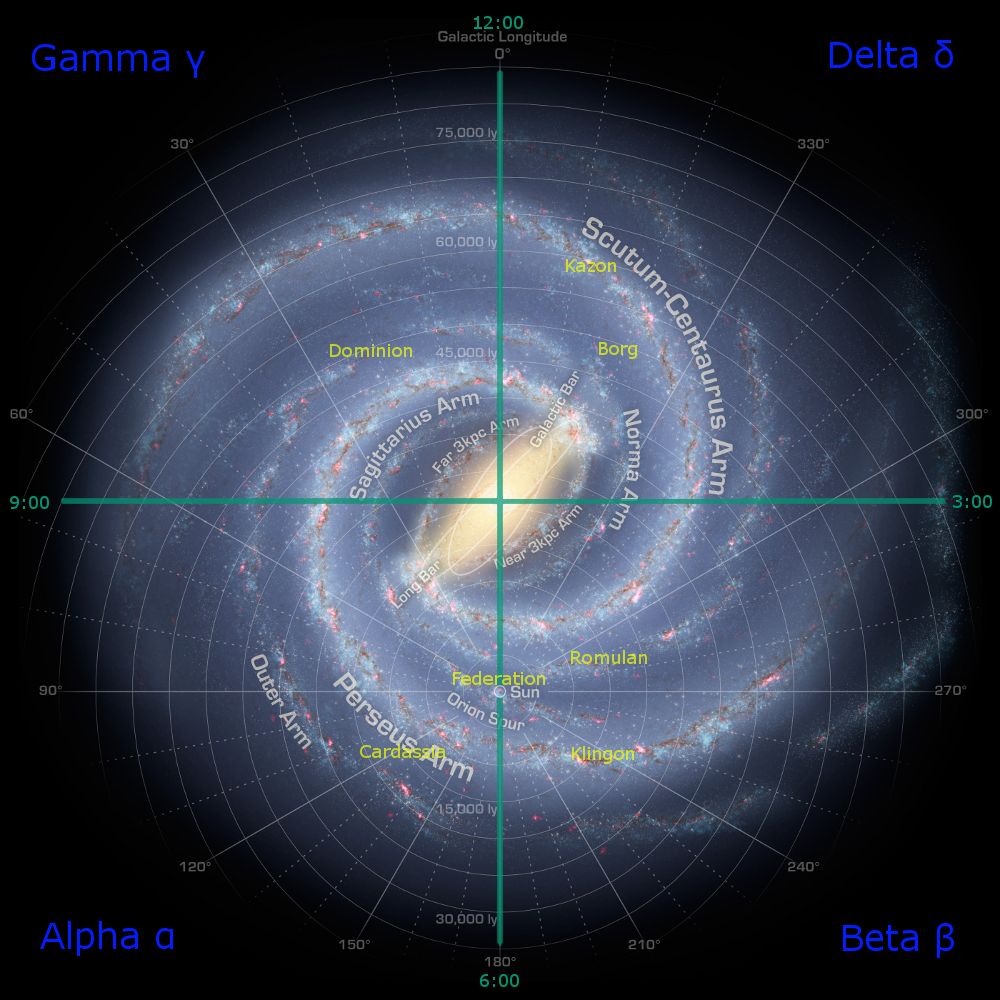
Galaktische Quadranten bei Star Trek

In Star Trek ist ein galaktischer Quadrant definiert als Kreissektor, welcher das galaktische Zentrum als Pol hat und genau 1/4 der Fläche der galaktischen Scheibe ausmacht. Benannt sind die Quadranten im Uhrzeigersinn als Alpha, Gamma, Delta und Beta. Das Sonnensystem liegt dabei genau auf der Grenze zwischen Alpha- und Beta-Quadrant.